# Shri Ram Chandra Mission
Shri Ram Chandra Mission (la Misión de Shri Ram Chandra), también llamada SRCM, desarrolla la práctica meditativa de Raja Yoga conocida como "Sahaj Marg" (el sendero natural) o "Heartfulness" (plenitud del corazón) es una organización sin fines de lucro y un movimiento espiritual. SRCM esta registrada desde 1945 en India por Shri Ram Chandraji de Shahjahanpur, en el Estado de Uttar Pradesh, India. Tiene su sede mundial actual en Kanha Shanti Vanam, en  Hyderabad, capital del Estado de Telangana.

## Propósito y práctica
El propósito declarado por la Shri Ram Chandra Mission  es "despertar la consciencia y proporcionar apoyo en el camino de la evolución humana". Según este movimiento, esta práctica de Raja yoga se inicia en el paso 7, de los 8 pasos del Patanjali  Raja Yoga. Parte de manera sencilla y natural de acuerdo a las condiciones de vida actuales y no implica métodos mecánicos que obliguen a la austeridad y penitencia. Esta práctica es universal, fácil y rápidamente permite conectarse con su interior al practicante. El sistema de Sahaj Marg (propio de la Sri Ram Chandra Mission) utiliza la limpieza de las impresiones pasadas (también llamados samskaras), la meditación en el corazón y la guía espiritual de un maestro.
SRCM Ofrece su sistema de meditación Sahaj Marg (el sendero natura)l o Heartfullness a todos los  interesados sin ninguna limitación religiosa, de nacionalidad, de color, de profesión, género, casta o clase. La práctica propuesta por SRCM es gratuita en todas sus etapa de desarrollo espiritual.

## Organización
El presidente actual de la Shri Ram Chandra Mission y Maestro espiritual del Sahaj Marg es Shri Kamlesh Patel (nacido en 1956). La misión  esta registrada como SRCM EE. UU., en California desde 1997 y como SRCM India, registrada en Lucknow el año 1945. La SRCM fue creada por el Adi Gurú Shri Ram Chandraji de Fatehgarh (llamado ‘Lalaji') y formalizada por su sucesor Shri Ram Chandra de Shahjahanpur, cariñosamente llamado ‘Babuji‘ (1899 - 1983). Esté trabajo fue continuado por Shri Parthasarathi Rajagopalachari, llamado ‘Chariji‘ (1927 - 2014). A la muerte de Chariji el 20 de diciembre de 2014, Shri Kamlesh Patel asumió como el tercer presidente de Shri Ram Chandra Mission y el cuarto Maestro espiritual del sistema Sahaj Marg.
Babuji fue formado por Shri Ram Chandra de Fatehgarh (‘Lalaji‘), el Adi Gurú del sistema de meditación de Sahaj Marg. A pesar de que Babuji compartió en persona con Lalaji por poco tiempo, fue su sucesor espiritual. Lalalji recuperó el antiguo método de yoga de la formación espiritual basada en la transmisión de energía divina llamada Pranahuti.
La Shri Ram Chandra Mission está presente en más de 120 países en todos los  continentes. Los libros publicados por SRCM han sido traducido a más de veinte lenguas y leídos ampliamente a través del mundo. El Spiritual Hierarchy Publication Trust (SHPT) fue inscrito el 8 de abril de 2009, en Kolkata, India. El SHPT produce todas las publicaciones bajo licencia de la Shri Ram Chandra Mission (SRCM) y de la Sahaj Marg Spirituality Foundation (SMSF).

## Actividades
La Shri Ram Chandra Mission es una ONG reconocida por el Departamento de Naciones Unidas de Información Pública (UNDPI) como "organización sin fines de lucro" en Dinamarca, los Estados Unidos e India.
SRCM en colaboración con el ^United Nations Information Centre for India and Bhutan' (Centro de Información de las Naciones Unidas de India y Bután) fueron anfitriones del 'All India Essay Writing Event', un concurso anual de ensayos para escolares y universitarios de toda la India, donde se otorgan premios a nivel nacional y estatal. El año 2014, un total de 185.751 estudiantes de 11.857 escuelas y  universidades de la India participaron en este concurso.  El año 2017, el concurso contó con participantes que escribieron sus ensayos en las siguientes lenguas de la India: inglés, hindi, bengali, gujarati, kannada, marathi, malayalam, oriya, punjabi, tamil y telugu.
El Ashram Kanha Shantivanam de SRCM, recibió  el Premio `Haritha Mitra' (Amigo Verde) del gobierno de Telangana el año 2016. Este premio, fue entregado por el ministro Mahmood Ali del Estado de Telangana, India, en reconocimiento por la contribución ejemplar al esfuerzo de reforestación del Gobierno de Telangana. 
En diciembre de 2017, Ram Nath Kovind, Presidente de India  y E.S.L. Narasimhan, Gobernador de Andhra Pradesh y Telangana, visitaron el Ashram Kanha Shantivanam de SRCM y plantaron el árbol número cien mil junto con Kamlesh Patel en el marco de la iniciativa Verde de Kanha .
El Ashram Kanha Shantivanam, con una extensión de 700 acres (2.832.800 m²) , cuando este terminado albergará un centro cultural, una biblioteca y un museo dedicado a narrar la historia y pertinencia actual del Yoga. La sala de meditación será capaz de albergar a cerca de 50.000 personas. El Ashram Kanha Shantivanam es también un centro de conservación, donde flora y  especie en peligro están siendo recogidas por toda la India. Más de 300 árboles maduros aprobados para ser talados debido a trabajos en diferentes carretera han sido rescatados y trasplantados al Ashram de Kanha Shantivanam. Otros 100 árboles de coco, también aprobados para ser talados en el Estado de Tamil Nadu, fueron rescatados y trasplantado allí.